# Eosentomon pasohense
Eosentomon pasohense är en urinsektsart som beskrevs av Imadaté 1976. Eosentomon pasohense ingår i släktet Eosentomon och familjen trakétrevfotingar. Inga underarter finns listade i Catalogue of Life.